# Sexy as Hell Tour 2009
Sexy as Hell Tour – trasa koncertowa niemieckiej piosenkarki muzyki pop i soulu Sarah Connor. Trasa promowała jej albumy: Sexy as Hell (2008) i poprzedni Soulicious (2007).
Bilety udostępniono 21 sierpnia 2008 roku na stronie TicketOnline.com.

## Koncerty
1. 28.02.2009: Frankfurt
2. 01.03.2009: Stuttgart
3. 02.03.2009: Kempten
4. 04.03.2009: München
5. 05.03.2009: Koblenz
6. 06.03.2009: Karlsruhe
7. 07.03.2009: Trier
8. 08.03.2009: Köln
9. 10.03.2009: Fulda
10. 11.03.2009: Hamm
11. 13.03.2009: Lingen
12. 14.03.2009: Bielefeld
13. 16.03.2009: Bamberg
14. 17.03.2009: Stade
15. 18.03.2009: Oldenburg
16. 20.03.2009: Essen
17. 21.03.2009: Hohenems
18. 22.03.2009: Friedrichshafen
19. 24.03.2009: Kiel
20. 25.03.2009: Saarbrücken
21. 26.03.2009: Heilbronn
22. 28.03.2009: Kassel
23. 29.03.2009: Wetzlar
24. 30.03.2009: Regensburg
25. 31.03.2009: Leipzig
26. 02.04.2009: Berlin
27. 03.04.2009: Rostock
28. 04.04.2009: Braunschweig
29. 05.04.2009: Erfurt